# کوه میتگ
کوه میتگ یا کوه متیگ روستایی در دهستان سرباز بخش مرکزی شهرستان سرباز استان سیستان و بلوچستان ایران است.

## جمعیت
بر پایه سرشماری عمومی نفوس و مسکن در سال ۱۳۹۵ جمعیت این روستا ۱٬۳۸۶ نفر (۳۵۱خانوار) بوده‌است.